# سام دونيلي
سام دونيلي (بالإنجليزية: Sam Donnelly)‏ (1874 في المملكة المتحدة - ) هو لاعب كرة قدم بريطاني (وحمل سابقاً جنسية المملكة المتحدة لبريطانيا العظمى وأيرلندا) في مركز مهاجم داخلي. لعب مع نادي بلاكبول ونوتس كاونتي وAnnbank United F.C. ‏.